# El Carmen (Santa Cruz)
El Carmen war eine Kleinstadt im Departamento Santa Cruz im südamerikanischen Anden-Staat Bolivien.

## Lage im Nahraum
El Carmen war zentraler Ort des Kanton El Carmen im Municipio La Guardia in der Provinz Andrés Ibáñez. Die Stadt liegt am rechten Ufer des Río Piraí auf einer Höhe von 449 m. Der Kanton El Carmen grenzt im Nordosten unmittelbar an den Stadtrand der Metropole Santa Cruz und im Südwesten an den Kanton Km 12. Mit Wirkung der Volkszählung von 2012 ist El Carmen nicht mehr als eigenständige Stadt notiert, sondern Ortsteil der Stadt La Guardia geworden.

## Geographie
El Carmen liegt im tropischen Savannenklima am Ostrand der Anden-Gebirgskette der Cordillera Oriental. Die Region war vor der Kolonisierung von Feuchtsavanne/Trockenwald bedeckt, ist heute aber größtenteils Kulturland.
Die mittlere Durchschnittstemperatur der Region liegt bei knapp 24 °C (siehe Klimadiagramm Santa Cruz), die Monatswerte schwanken zwischen 20 °C im Juni/Juli und gut 26 °C von Oktober bis Dezember. Der Jahresniederschlag beträgt etwa 1050 mm, die Monatsniederschläge sind ergiebig und liegen zwischen 35 mm im Juli und 160 mm im Januar.

## Verkehrsnetz
El Carmen liegt in einer Entfernung von zehn Kilometern südwestlich von Santa Cruz, der Hauptstadt des Departamentos.
Vom Zentrum von Santa Cruz führt die asphaltierte Nationalstraße Ruta 7 als vierspurige Avenida Grigotá in südwestlicher Richtung bis El Carmen und weiter über La Guardia, El Torno und La Angostura weiter nach Cochabamba.

## Bevölkerung
Die Einwohnerzahl der Stadt ist in den vergangenen beiden Jahrzehnten auf das Mehrfache angestiegen:
| Jahr | Einwohner | Quelle       |
| ---- | --------- | ------------ |
| 1992 | 4.761     | Volkszählung |
| 2001 | 10.425    | Volkszählung |